# Ногайський район (Дагестан)
Ногайський район (до 1966 року Караногайський район) — муніципальний район в Республіці Дагестан Російської Федерації.
Адміністративний центр — село Тереклі-Мектеб.

## Географія
Район розташований на півночі республіки і межує: з півночі — з Калмикією із заходу — з Ставропольським краєм, з півдня — з Чечнею і зі сходу — з Тарумовським районом Дагестану.
На території району розташоване місто Южно-Сухокумськ, який є окремим міським округом і не входить до складу району.
Площа території — 9000 км².

## Населення
Національний склад
За даними Всеросійського перепису населення 2010 року:
| Народ      | Чисельність, чол. | Частка від усього населення,% |
| ---------- | ----------------- | ----------------------------- |
| ногайці    | 19556             | 87,02%                        |
| даргинці   | 1815              | 8,08%                         |
| росіяни    | 234               | 1,04%                         |
| чеченці    | 207               | 0,92%                         |
| казахи     | 115               | 0,51%                         |
| кумики     | 101               | 0,45%                         |
| татари     | 51                | 0,23%                         |
| аварці     | 47                | 0,21%                         |
| лакці      | 28                | 0,12%                         |
| кабардинці | 27                | 0,12%                         |
| інші       | 113               | 0,50%                         |
| не вказали | 178               | 0,79%                         |
| усього     | 22472             | 100%                          |